# ㅟ
ㅟ – samogłoska należąca do grupy pisma hangul, do oznaczenia spółgłoski półotwartej wargowo-miękkopodniebiennej i przymkniętej przedniej niezaokrąglonej [wi]. Według transkrypcji McCune’a-Reischauera samogłoska brzmi „wi”.
Dźwięk samogłoski brzmi podobnie jak „wee” w angielskim słowie „week” lub polskie „łi”.

## Historia
Litera powstała na skutek połączenia dwóch innych samogłosek: ㅜ i ㅣ.
W XV wieku ㅟ wymawiane było jako [uj], a po niektórych spółgłoskach zmieniał się na krótką samogłoskę, [ü]. Pod koniec XIX wieku dźwięk ten zmienił się na [wi].